# Jorge Arroyo
Jorge Arroyo – gwatemalski bokser, brązowy medalista Igrzysk Ameryki Środkowej i Karaibów z roku 1935.